# Bij Sinterklaas
Bij Sinterklaas was een televisieserie van televisiezender Nickelodeon. De serie is een zogenaamde realitysoap over het dagelijks leven van Sinterklaas, buiten de Sinterklaastijd.

## Personages en acteurs
- Sinterklaas - Genio de Groot
- Vivienne - Vivienne van den Assem
- Allerbelangrijkste Pieten - Martijn Fischer en Michiel Meijer
- Pietje Precies/Kwaliteitspiet - Guido Pollemans
- Stem, cameraman - Jon Karthaus

## Ophef
Toen Nickelodeon bekendmaakte deze serie uit te zenden, werd er al niet erg enthousiast gereageerd. Eerst zond de kinderzender kleine 'voorproef'-afleveringen van 5 minuten in begin september 2006 uit, wat al voor de nodige ophef zorgde. Mensen vonden dat het gewoon niet kon, Sinterklaas en zijn Pieten al op tv, twee maanden voor het gewoonlijk ook maar een beetje op gang begint te komen. Ook het feit dat Bram van der Vlugt, de officiële tv-sinterklaas, niet in de serie zit, nam men niet goed op. 
In 2006 is er een actie opgestart door de presentatoren van het 3FM radioprogramma De Coen en Sander Show, getiteld SOS: Save Our Sint!. Het doel van de actie is om het programma en de 'nep'-Sint van de buis te halen.
Tijdens een interview in de Coen en Sandershow gaf Sinterklaas zelf aan dat hij het niet erg vindt dat Nickelodeon met deze serie kwam. Zijn korte, maar krachtige reden: "Ze doen me zo goed na, dat niemand gelooft dat ik het ben. Ze doen geen enkele moeite om op mij te lijken, ha ha ha."
De goedbedoelde poging van Nickelodeon om het sinterklaasfeest eens van een andere kant te belichten viel echter wel in verkeerde aarde bij menig Nederlands ouder. Desondanks werd de serie door de doelgroep prima ontvangen, op een paar "dat is de echte Sint niet!" reacties na, maar gaf Nickelodeon aan zich bewust te zijn van de al dan niet bereikte grens, en voor de serie voor de volgende jaren te evalueren om tot een juiste oplossing te komen om dit "probleem" te ondervangen.